# Gârcov
Gârcov là một xã thuộc hạt Olt, România. Dân số thời điểm năm 2002 là 2738 người.